# Dolores Merendón
Dolores Merendón è un comune dell'Honduras facente parte del dipartimento di Ocotepeque.
Il comune venne istituito il 7 gennaio 1908 con parte del territorio del comune di San Jorge.